# Mad Max
Mad Max és una pel·lícula australiana d'acció i ciència-ficció de 1979 dirigida per George Miller i protagonitzada per Mel Gibson. La pel·lícula va ser estrenada un any més tard a la resta del món. Amb una temàtica distòpica, i un petit pressupost de 350.000 dòlars, el film va aconseguir recaptar 100 milions de dòlars a tot el món i va produir tres seqüeles, Mad Max 2, també coneguda com The Road Warrior, (1981), Mad Max Beyond Thunderdome (1985), i una seqüela estrenada el 2015, Mad Max: Fury Road. És considerada per molts una pel·lícula de culte.
El títol de la cinta fa un joc de paraules amb el diminutiu del protagonista, Max, ja que Mad Max es pot entendre com (el) "Boig Max" o "Màxima Bogeria". Això passa si entenem Max com el diminutiu de Màxim, buscant a més aprofitar l'efecte sonor, en ser les dues paraules bastant semblants.
Ha estat doblada al català.

## Argument
En un futur apocalíptic marcat per l'escassetat de combustible i el desordre social, les colles de motociclistes dominen les carreteres d'Austràlia. Es pot apreciar un entorn desordenat i distòpic. Mentre la societat s'enfonsa, una patrulla de policies coneguts com la Patrulla de Força Central (MFP, Main Force Patrol en anglès) s'encarrega de mantenir la seguretat viària. En forma part Max Rockatansky (Mel Gibson), considerat el millor dels patrullers de la seva divisió. Max treballa en un edifici del Jutjat desmanegat per dins i per fora, que alhora és la caserna central de la Patrulla.
Un trinxeraire anomenat Crawford Montazano, conegut com a "Genet Nocturn" (Nightrider en anglès), escapa de la custòdia policial matant un oficial i robant el seu cotxe, un V8 Especial de Persecució. Després d'un frustrat intent de captura efectuat pels policies, Max surt a ajudar-los i persegueix al criminal, que mor juntament amb la seva parella en una terrible explosió.
Temps després, sorgeix una colla que busca venjar-se dels "bronzes" (a causa de les insígnies de bronze que identifiquen als patrullers com a policies), dirigida per un motociclista anomenat "Toecutter" (Hugh Keays-Byrne) -talladits en anglès-, que vol matar-los en memòria del seu amic el Genet Nocturn. Aquesta colla, mentrestant, camina aterrint als ciutadans i practicant el pillatge, així com als qui viatgen per carretera. Allà, destrossen el vehicle d'una parella de ciutadans i els dos són violats pel grup.
En aquest últim cas, acudeixen Max i el seu company i millor amic Jim Goose, encarnat per Steve Bisley), per veure les restes del cotxe i qui el conduïa, trobant-se només amb la noia i amb el menor dels membres de la colla, Johnny the Boy, encarnat per Tim Burns. Seguint les instruccions de la Patrulla, els porten al jutjat.
Dins del jutjat, els policies esperen la visita del jutge perquè doni la seva apreciació sobre aquest últim incident, la qual cosa inclou també decidir la sort de Johnny el Nen. No obstant això, les autoritats decideixen deixar-ho anar perquè no es presenta cap testimoni per declarar sobre el crim. No content amb la decisió, Jim Goose intenta convèncer a les autoritats i als seus companys que aquesta decisió va ser un error, sense aconseguir-ho. Això no fa sinó despertar desitjos de venjança mútua entre Jim i Johnny.
Ja lliure, Johnny manipula la motocicleta de Jim Goose, que busca venjar-se de Johnny. La moto s'espatlla, i es troba amb un amic seu, Midge, que ve a ajudar-lo i deixar-li la seva camioneta perquè Jim pugui tornar a la caserna de patrulla. Desafortunadament, el Talladits i alguns dels seus sequaços organitzen una emboscada: Johnny llança un tambor de frens després de veure passar a Jim conduint la camioneta, el cèrcol cau sobre el parabrisa de la camioneta i Jim perd el control, fent bolcar el vehicle a un costat de la carretera. El líder de la colla ordena a Johnny el Nen llançar un llumí prop del vehicle bolcat, que vessava gasolina, però la por de Johnny l'hi impedeix inicialment. Al final, el Talladits fa que Johnny llanci el fòsfor, i Jim Goose, al que li resulta impossible sortir del vehicle, és embolicat per les flames.
En assabentar-se d'això, Max va cap a l'hospital on es troba Jim l'Oca agonitzant i terriblement desfigurat per les cremades. Després de veure-ho decideix renunciar al seu treball, impotent en veure que tot va a pitjor. Decideix fer-ho pensant en la seva esposa Jessie (encarnada per Joanne Samuel) i el seu fill Sprog. Es presenta davant el seu cap, el Capità Fifi McAffee, per demanar la seva baixa, i aquest li diu que agafi unes vacances i s'ho pensi millor; dos pensaments li expressa al seu cap respecte a la seva decisió: no vol acabar convertint-se en un trinxeraire com els que persegueix, i accepta tenir por. Max no vol canviar d'opinió, i s'instal·la en el camp amb la seva família. Al cap de poc temps la família és perseguida pel Talladits i la seva colla, que acaben matant el seu fill i destrossant el cos de la seva esposa. Després d'això, i després de deixar a la seva esposa moribunda en un hospital, Max perd el seny i roba un V8 Especial de Persecució negre amb el motor modificat, i surt a la carretera buscant venjar-se del Talladits i la seva colla.
Ja en ple recorregut, creua la zona que ha estat declarada "Àrea prohibida", on escapen el Talladits, Bubba Zanetti i Johnny. 'atura en veure encallada la moto de Johnny, qui fingeix estar mort. Max s'apropa a poc a poc però Bubba li dispara a la cama, deixant Max a terra i amb un braç immobilitzat per la motocicleta de Bubba en un intent de prendre-li el rifle. Després de l'emboscada, el Talladits i Bubba busquen aprofitar el desavantatge de Max, que intenta posar-se dempeus. Però Max en aquesta ocasió aconsegueix agafar la seva arma i mata a Bubba. Ferit en la cama, Max torna al seu vehicle i comença a perseguir al Talladits, que perd el control en la fugida i mor aixafat per un camió.
Max troba a Johnny el Nen agafant les botes d'un home mort, el cotxe del qual està encallat, bolcat i vessant gasolina. Llavors, l'emmanilla al costat del vehicle i munta un artefacte explosiu amb el combustible del cotxe. Finalment, li ofereix una serra de metall, i li indica que té deu minuts per tallar la cadena de les esposes o cinc minuts per tallar-se el turmell. Max deixa a un histèric Johnny a la seva sort; després de pocs minuts, l'artefacte esclata. La por de Max es compleix, i acaba sent un rufià més dins de la carretera. Max Rockatansky s'ha convertit en Mad Max.

## Repartiment
- Mel Gibson: Max Rockatansky
- Joanne Samuel: Jessie Rockatansky
- Hugh Keays-Byrne: The Toecutter
- Steve Bisley: Jim "Goose" Rains
- Tim Burns: Johnny the Boy
- Roger Ward: Fred "Fifi" Macaffee
- Geoff Parry: Bubba Zanetti
- David Bracks: Mudguts
- Bertrand Cadart: Clunk
- David Cameron: Barry
- Robina Chaffey: Nightclub Singer
- Brendan Heath: Sprog Rockatansky
- Jerry Day: Ziggy
- Howard Eynon: Diabando
- Max Fairchild: Benno
- John Farndale: Grinner
- Sheila Florence: May Swaisey
- Nic Gazzana: Starbuck
- Paul Johnstone: Cundalini
- Vincent Gil: Crawford "The Nightrider" Montazano
- Steve Millichamp: "Roop"
- John Ley: "Charlie"
- George Novak: "Scuttle"

## Producció
Quan Mel Gibson va acudir al càsting del film tenia blaus i ferides en la cara, ja que s'havia involucrat en una baralla de bar la nit anterior. El director va considerar que aquesta aparença desfigurada era perfecta per a la pel·lícula i li va donar a Gibson el paper, descobrint després amb sorpresa que el rostre de Gibson era totalment diferent quan es va presentar, ja sense inflamacions i cops, al primer dia de rodatge.
Quan va acabar la filmació, 14 vehicles havien estat destruïts producte de les escenes d'acció. Mel Gibson es va negar a usar un doble per a les escenes perilloses, i les va realitzar ell mateix.
Quan la pel·lícula va ser estrenada als Estats Units, totes les veus, inclosa la de Mel Gibson, van ser doblades per actors amb accents nord-americans, ja que els distribuïdors van pensar que l'audiència americana no entendria l'accent australià de la pel·lícula.

## Vehicles
La pel·lícula va traçar una relació recíproca amb els cotxes que apareixien allà, fent-los famosos, i són:
- El cotxe de Max, l'Interceptor groc, era un Ford Falcon XB de 1974, amb motor modificat.
- El March Hare, conduït per Sarse i Scuttle, era un Ford Falcon XA de 1972.
- El Big Bopper, conduït per Roop i Charlie, també era un Ford Falcon XB, però amb un altre motor.
- El cotxe més memorable de la pel·lícula, el Pursuit Special negre de Max, era una versió GT351 limitada del Ford XB Falcon Hardtop de 1973, modificat pel director artístic de la pel·lícula, Jon Dowding. Porta un compressor volumètric desembragable, que és el que acciona quan necessita més potència.
- De les motocicletes que apareixen en la pel·lícula, 14 van ser donades per Kawasaki, i van ser usades per una autèntica colla de motociclistes local, els "Vigilants", que van actuar com a membres de la colla del Talladits.

## En la cultura popular
- El grup espanyol de rock Siniestro Total li va dedicar una cançó (Max estás hecho una pena) a la pel·lícula en el seu àlbum En beneficio de todos.
- El ja desaparegut grup català de Punk Oi! Area de Combate té un disc i una cançó (Carretera hacia el infierno) dedicats a la pel·lícula. A la portada del disc apareix el mític Ford Falcon XB, l'Interceptor groc.
- El film va ser una de les fonts d'inspiració per als creadors de la saga de videojocs Fallout (Interplay, 1997). En tots els lliuraments d'aquesta saga (especialment els dos primers) es fan diverses referències a objectes (armadura de cuir d'una sola màniga, armadura de raider, escopeta retallada de dos canons, pistola ballesta, etc.), personatges (hummungus, els raiders, el gos, el xaman, les tribus, etc.), situacions o conceptes esdevinguts en alguna de les pel·lícules Mad Max. Un clar exemple són els vídeos (en B&N, amb una veu en off) que serveixen d'introducció en tots els jocs de la saga, inspirats en la part inicial de Mad Max II, El guerrear de la carretera.
- Aquesta pel·lícula dona nom al "madmaxisme", que és una actitud pessimista davant un possible futur apocalíptic i que s'ha fet famosa en diferents fòrums d'Internet. A l'estil dels "Preppers" o preparacionistes, els cultes del madmaxisme inverteixen part de les seves vides a preparar-se per a aquesta possibilitat de futur.
- En el manga Hokuto No Ken (El Puny de l'Estrella del Nord) l'univers fictici de Mad Max ha servit de total inspiració per als seus creadors Buronson i Hara; Fins i tot l'aspecte i vestimenta de Jagi o el del seu protagonista Kenshiro són en gairebé tot molt semblants a "Goose" i a "Max" respectivament. També beu de la saga Desert Punk.